# Drymonia illunulata
Drymonia illunulata är en fjärilsart som beskrevs av Franz Dannehl 1929. Drymonia illunulata ingår i släktet Drymonia och familjen tandspinnare. Inga underarter finns listade i Catalogue of Life.